# Бахгау
Бахгау (на немски: Bachgau) е средновековно франкско гауграфство югозападно от Ашафенбург в Бавария, Германия. Бахгау е унтер-гау, част от Майнгау. Другите унтер-гау са били Кинциггау, Родгау и Плумгау.

## История
Айнхард (Безелел; † 840), бивш чиновник на Карл Велики, получава подарък Бахгау за седалище и рента. Бахгау става културен център.
През 12 век Бахгау, преди кралско имение, принадлежи на имперските министериали фон Хаген-Мюнценберг. През 1245 г. Аделхайд фон Мюнценберг († ок. 1291), дъщеря на Улрих I фон Мюнценберг († 1240), сестра наследничка на Улрих II фон Hagen-Мюнценберг († 1255), се омъжва за Райнхард I фон Ханау († 1281) и донася Бахгау като зестра. Така Бахгау става собственост на господарите на Ханау.
През 1298 г. Герхард фон Епщайн, архиепископ и курфюрст на Майнц (1288 – 1305), побеждава Улрих II фон Ханау († 1346) и получава големи части от Бахгау от Адолф от Насау.